# Shkëlqim Cani
Pour les articles homonymes, voir Cani (homonymie).
Shkëlqim Cani, né le 6 mai 1956 à Tirana, est un homme politique albanais membre du Parti socialiste d'Albanie (PSSh). Il est ministre des Finances entre septembre 2013 et février 2016.

## Biographie

### Jeunesse et formation
En 1980, il obtient un diplôme en finances de l'université de Tirana, où il poursuit ses études avec le cursus de commerce international entre 1981 et 1983. Il devient en 1985 directeur du département des Affaires étrangères de la Banque de l'État d'Albanie. Il est nommé en 1990 directeur général de la Banque commerciale d'Albanie.

### Débuts et ascension en politique
En 1991, alors qu'il passe avec succès son doctorat de sciences économiques, il est désigné vice-président du Conseil des ministres, puis élu député à l'Assemblée d'Albanie. Il y siège jusqu'en 1997, année où il prend les fonctions de gouverneur de la Banque d'Albanie, qu'il exerce sept ans. À partir de 2003, il travaille en tant qu'universitaire.

### Ministre des Finances
À la suite des élections législatives du 23 juin 2013, remportées par le centre-gauche, il est nommé le 15 septembre suivant ministre des Finances dans le gouvernement du Premier ministre socialiste Edi Rama. Il est remplacé le 16 février 2016 par le ministre du Développement économique Arben Ahmetaj.